# Куян (река)
Куян (кабард.-черк. Куян) — река в России, протекает по территории Терского района Кабардино-Балкарии. Устье реки находится в 401 км по правому берегу реки Терек, у села Терекского. Длина реки — 14 км.

## Данные водного реестра
По данным государственного водного реестра России относится к Западно-Каспийскому бассейновому округу, водохозяйственный участок реки — Терек от впадения реки Малка до города Моздок, речной подбассейн реки — Подбассейн отсутствует. Речной бассейн реки — Реки бассейна Каспийского моря междуречья Терека и Волги.
По данным геоинформационной системы водохозяйственного районирования территории РФ, подготовленной Федеральным агентством водных ресурсов:
- Код водного объекта в государственном водном реестре — 07020000912108200005289
- Код по гидрологической изученности (ГИ) — 108200528
- Код бассейна — 07.02.00.009
- Номер тома по ГИ — 08
- Выпуск по ГИ — 2